# Kurt Oppelt
Kurt Oppelt (Wenen, 18 maart 1932 – Goldenrod, 16 september 2015) was een Oostenrijks kunstschaatser. Oppelt nam in het begin van zijn carrière zowel deel aan het paarrijden en solo. Samen met Sissy Schwarz won hij in 1953 tot en 1955 medailles op de internationale titeltoernooien. Oppelt en Schwarz behaalden hun grootste successen in 1956 door zowel goud te winnen op de Europese en wereldkampioenschappen en de Olympische Spelen.

## Belangrijke resultaten
| Kampioenschap | 1952 | 1953  | 1954   | 1955   | 1956 |
| ------------- | ---- | ----- | ------ | ------ | ---- |
| OS paren      | 9e   |       |        |        | Goud |
| WK paren      | 7e   | 6e    | Brons  | Zilver | Goud |
| EK paren      | 7e   | Brons | Zilver |        | Goud |
|               |      |       |        |        |      |
| OS mannen     | 11e  |       |        |        |      |
| WK mannen     |      | 11e   |        |        |      |